# Busen-Ragwurz
Die Busen-Ragwurz (Ophrys mammosa)  ist eine Art aus der Gattung der Ragwurzen (Ophrys) der Familie der Orchideen (Orchidaceae). Die Art wurde im Jahr 1807 von dem französischen Botaniker René Louiche Desfontaines beschrieben. 

## Merkmale
Diese mehrjährige krautige Pflanze erreicht Wuchshöhen zwischen 20 und 60 cm. Man findet an des Stängels Grund ein bis zwei Schuppenblätter. Drei bis neun Laubblätter sind in einer lockeren Grundrosette zusammengefasst und darüber befinden sich am Stängel noch einmal ein bis zwei weitere Blätter. 
Der Blütenstand umfasst zwei bis 18 Blüten. Die Tragblätter sind länger als der Fruchtknoten. Die Kelchblätter sind normalerweise grün. Manchmal ist das mittlere Kelchblatt in der unteren Hälfte purpurn überlaufen. Die seitlichen Kronblätter sind gelbgrün bis purpurn gefärbt.
Die Blütezeit erstreckt sich von Februar bis Mai.
Die Chromosomenzahl beträgt 2n = 36.

## Standort
Man findet Ophrys mammosa in lichten Nadel- und Laubwäldern, Macchien, Garriguen und auf Magerrasen mit mäßig trockenen bis mäßig feuchten, oft basenreichen Böden.

## Unterarten
Das Problem bei den Unterarten ist, dass sie morphologisch unscharf getrennt sind. Erschwerend kommt hinzu, dass sie in Blütengröße, Höckerhöhe, Lippenwölbung und -farbe stark variieren. Auch gibt es am selben Fundort früh- und spätblühende Varianten, die sich wiederum unterscheiden.

### Ophrys mammosasubsp.mammosa
Diese Unterart findet man auf der Balkanhalbinsel, in Kleinasien und Krim. Das Verbreitungsgebiet erstreckt sich nordwärts bis Bulgarien und Albanien und ostwärts bis Anatolien.

### Ophrys mammosasubsp.transhyrcana
Diese Unterart kommt von Vorderasien bis Anatolien vor. Außerdem fand man sie schon im Irak und in Persien. Ein Synonym ist Ophrys transhyrcana Czerniak. Auch diese Unterart hat die Chromosomenzahl 2n = 36.